# Antonio Vela
Antonio Vela i Vivó (* 20. März 1872 in Maó; † 20. Januar 1950 in Barcelona) war ein spanischer Ruderer.

## Werdegang
Antonio Vela trat bei den Olympischen Sommerspielen 1900 in Paris in der Einer-Regatta, wo er jedoch seinen Vorlauf nicht beenden konnte und somit ausschied. Mit Juan Camps, José Fórmica, Ricardo Margarit und Steuermann Orestes Quintana nahm er auch in der Vierer mit Steuermann-Regatta teil. Die spanische Crew schied ebenfalls im Vorlauf aus.